# Wiesau
Wiesau è un comune tedesco di 4 308 abitanti, situato nel land della Baviera.